# Den siste mohikanen
För andra betydelser, se Den siste mohikanen (olika betydelser).
Den siste mohikanen (originaltitel The Last of the Mohicans) är en historisk roman skriven av James Fenimore Cooper som publicerades första gången 1826, på svenska utkom den 1828.
När Cooper skrev bokens titel är det möjligt att han kan ha förväxlat mohikaner med moheganer.

## Handling
Boken handlar om en engelsk major som fått order att eskortera två damer från Fort Edward till Fort William Henry. Fort William Henry är belägrat av fransmän och irokeser. De träffar en spejare som kallas Falköga och hans två indianska vänner Chingachgook och dennes son Uncas; den senare mer känd som den siste mohikanen. Majoren och hans följe blir tillfångatagna av irokeserna, men Falköga och hans två indianvänner lyckas befria dem. I striden som uppstår dör både Uncas och hans baneman.

## Huvudkaraktärer
- Chingachgook – den siste mohikanhövdingen, eskorterar systrarna Munro. Far till Uncas.
- Uncas – Chingachgooks son, kallas "Den siste mohikanen".
- Falköga – spejare som eskorterar systrarna Munro.
- Magua – en huronhövding som drivits bort av sin stam, känd som "Sluga räven".
- Cora Munro – major Munros mörkhåriga dotter, Alice halvsyster.
- Alice Munro – Coras blonda halvsyster, dotter till Alice Graham, Munros andra hustru.
- George Monro – en engelsk överste, kommendant vid Fort William Henry, far till Cora och Alice.
- Duncan Heyward – en engelsk major från Virginia som förälskar sig i Alice Munro.

## Filmatiseringar i urval
- Den siste mohikanen, (1936) amerikansk film med Randolph Scott och Bruce Cabot.
- Den siste mohikanen, (1971) brittisk miniserie med Kenneth Ives och Philip Madoc.
- Den siste mohikanen, (1992) amerikansk film med Daniel Day-Lewis i huvudrollen.